# Lanaken
Lanaken è un comune belga di 8 678 abitanti, situato nella provincia fiamminga del Limburgo belga.